# Алиев, Максуд Исфандияр оглы
Максуд Исфандияр оглы Алиев (азерб. Maqsud İsfəndiyar oğlu Əliyev; 27 августа 1924, Тифлис, Социалистическая Советская Республика Грузия, ЗСФСР — 23 декабря 2016, Баку, Азербайджан) — советский, азербайджанский учёный, академик НАНА, доктор физико-математических наук, профессор.

## Биография
В 1941—1943 студент на факультете физики и математики в Тбилисском государственном университете. В 1943—1945 годах служил в РККА. Участник Великой Отечественной войны.
В 1950 году окончил Бакинский государственный университет. С 1950 года постоянно вёл педагогическую работу в Бакинском государственном университете, Азербайджанском техническом университете, АГНА. С 1961 г. работал в Физическом институте Академии наук Азербайджана, сначала в должности старшего научного сотрудника, а затем заведующего лабораторией.
В 1969 г. он был избран членом-корреспондентом, а в 1980 г. — действительным членом Академии наук Азербайджанской ССР. Избирался академиком-секретарем Отделения физико-математических и технических наук Академии наук Азербайджана. В качестве председателя комиссии по фундаментальным и прикладным вопросам, принимал активное участие в разработке комплексной программы научно-технического прогресса на 1986—2005 гг.
Действительный член (академик) Международной академии экоэнергетики. Академик Нью-Йоркской академии наук.
Автор более 300 научных работ и 20 изобретений. Наиболее значимой является его монография «Теплообмен полупроводников». Под его научным руководством были подготовлены около 40 кандидатов и докторов наук.

## Научная деятельность
Специалист в сфере изучения физических свойств селеновых полупроводников, исследовал влияние добавок селена на его кристаллизацию, электрические, оптические и термические свойства. На основе общения полученных результатов в 1957 г. защитил кандидатскую диссертацию. Большое внимание уделял исследованиям в области теплообмена полупроводников. Решение этой проблемы помогло прояснить многие фундаментальные проблемы, связанные с фононами, электронами, электронно-дырочными парами, экситонами и магнитами.
Его работа в сфере изучения сильных полупроводниковых классических полупроводников, соединений германия, кремния легла в основу докторской диссертации, в 1967 г. ему было присвоен звание профессора.
В последние годы академик занимался исследованиям в области нечетких множеств и нечеткой логики.

## Награды и звания
- Орден «Слава» (14 февраля 2004 года) — за заслуги в развитии азербайджанской науки[1]
- Орден Славы
- Орден Отечественной войны
- Орден Дружбы народов